# Poltavske, Krasnoperekopsk
Poltavske (în ucraineană Полтавське) este un sat în comuna Bratske din raionul Krasnoperekopsk, Republica Autonomă Crimeea, Ucraina.

## Demografie
Componența lingvistică a localității Poltavske
     Ucraineană (40,92%)
     Rusă (33,27%)
     Tătară crimeeană (25,24%)
     Alte limbi (0,38%)
Conform recensământului din 2001, nu exista o limbă vorbită de majoritatea populației, aceasta fiind compusă din vorbitori de ucraineană (40,92%), rusă (33,27%) și tătară crimeeană (25,24%).